# Institut für Theologie und Frieden
Das Institut für Theologie und Frieden (ITHF – Eigenschreibweise ithf) in Hamburg ist eine wissenschaftliche Einrichtung der römisch-katholischen Kirche in Trägerschaft der Deutschen Militärordinariates.
Das ITHF wurde 1978 maßgeblich von Ernst Josef Nagel gegründet, aufgebaut und über fast zwei Jahrzehnte geprägt. Von 1995 bis 2023 leitete Heinz-Gerhard Justenhoven das ITHF. Seit Januar 2024 ist Bernhard Koch kommissarischer Direktor.

## Aufgaben und Zielsetzungen des Instituts
Im Zentrum von Forschung und Dokumentation steht die politische und gesellschaftliche Auseinandersetzung mit Fragen des Friedens aus theologisch-ethischer Perspektive. Das übergreifende Forschungsziel besteht darin, einen wesentlichen Beitrag zur Konzeption einer ethisch begründeten Friedensordnung zu leisten. Das Institut hat die Aufgabe, die ethischen Grundlagen menschlicher Friedensordnung zu erforschen und in den aktuellen friedenspolitischen Diskurs hineinzutragen.
Das Institut verfolgt das Ziel, eine vernunftbegründete Friedensethik zu entwickeln, die Politik in den Dienst eines Friedens und der Menschen stellt. Das Institut bearbeitet dafür zwei Forschungsebenen: die Tradition und die Gegenwart. Auf der einen Seite wird in der theologischen und philosophischen Tradition nach Orientierung gesucht, auf der anderen Seite befasst man sich mit aktuellen Problemfeldern der Friedens- und Konfliktethik, bspw. mit Friedenskonsolidierung in Konflikt- und Postkonfliktgebieten, mit Recht und Ethik im bewaffneten Konflikt oder mit Terrorismusbekämpfung als ethischer Herausforderung.
Das Institut bietet Fortbildungen für Militärseelsorger an. 2010 wurde hierfür das Zentrum für ethische Bildung in den Streitkräften (zebis) am Institut errichtet. In diesem Zentrum werden die Militärseelsorger fortgebildet für ihre Aufgabe zur ethischen Bildung an Soldaten.
Die Mitarbeiter des Instituts sind in einer Vielzahl von kirchlichen, ökumenischen und wissenschaftlichen Kommissionen und Gremien tätig, wie zum Beispiel in der Deutschen Kommission Justitia et Pax, der Deutschen Stiftung Friedensforschung (DSF), den Arbeitsgruppen des Zentralkomitees der deutschen Katholiken (ZdK) und der Arbeitsgemeinschaft Christlicher Kirchen (ACK). Auf diese Weise erfüllt das Institut seine Verpflichtung zur Beratung der Kirche. Es trägt ferner zur Herausbildung und Fortschreibung einer ökumenischen Friedenslehre bei.
Die Bibliothek umfasst 57.693 Bücher sowie rund 13.400 Zeitschriftenbände (Stand: 31. Dezember 2020). Sie gehört der Arbeitsgemeinschaft Katholisch-Theologischer Bibliotheken (AKThB) an.

## Wissenschaftlicher Beirat

### Seit 2021
- Dirk Ansorge
- Marcus Bentler
- Franz-Josef Bormann
- Thomas Elßner
- Alexis Fritz
- Anna Geis
- Marco Hofheinz
- Katharina Klöcker
- Claus Kreß
- Matthias Lutz-Bachmann
- Michael Reder
- Mary-Ellen O’Connell
- Rainer Schadt
- Ursula Schröder
- Niklas Schörnig
- Markus Vogt

### 2016–2020
- Dirk Ansorge
- William A. Barbieri
- Reinhold Bartmann
- Gerhard Beestermöller
- Franz-Josef Bormann
- Thomas Bremer
- Michael Brzoska
- Claus Kreß
- Hans Langendörfer
- Matthias Lutz-Bachmann
- Mary-Ellen O’Connell
- Michael Reder
- Hajo Schmidt
- Eberhard Schockenhoff
- Niklas Schörnig
- Michael Staack
- Heinz-Günter Stobbe
- Markus Vogt
- Ines-Jacqueline Werkner

### 2010–2015
- William A. Barbieri
- Reinhold Bartmann
- Gerhard Beestermöller
- Franz-Josef Bormann
- Thomas Bremer
- Michael Brzoska
- Heinz-Gerhard Justenhoven
- Claus Kreß
- Hans Langendörfer
- David Little
- Matthias Lutz-Bachmann
- Daniel Philpott
- Hans-Richard Reuter
- Hajo Schmidt
- Eberhard Schockenhoff
- Michael Staack
- Heinz-Günter Stobbe
- Wolfgang Thönissen

## Forschungsprojekte
- Friedensethische Tradition
- Friedenskonsolidierung kritisch betrachtet (Projektleiter: Heinz-Gerhard Justenhoven)
- Recht und Ethik im bewaffneten Konflikt (Projektleiter: Bernhard Koch)
- Grundfragen der Gemeinsame Außen- und Sicherheitspolitik in theologisch-ethischen Zugängen (Projektleiter bis August 2022: Marco Schrage)
- Terrorismusbekämpfung als ethische Herausforderung (Projektleiter: Hajo Schmidt)

## Publikationen
- Reihe „Theologie und Frieden“ (bis 2013, 44 Bände, Kohlhammer-Verlag)
- Reihe „Beiträge zur Friedensethik“ (bis 2011, 44 Bände, Kohlhammer-Verlag)
- beide Reihen werden fortgesetzt in der Reihe „Studien zur Friedensethik“ bei der Nomos Verlagsgesellschaft und beim Aschendorff Verlag
- Reihe „Politische Philosophie und Rechtstheorie“ (Frommann-Holzboog-Verlag)
- Marco Schrage: Luigi Taparelli als Vordenker der Friedensethik Leos XIII. und Benedikts XV. In: Birgit Aschmann, Heinz-Gerhard Justenhoven (Hrsg.): Dès le début. Die Friedensnote Papst Benedikts XV. von 1917. Ferdinand Schöningh, Paderborn 2019, ISBN 978-3-506-70272-2, S. 49–68.
- Marco Schrage: Friedens- und Konfliktethik. Barbara Budrich – utb, Opladen 2022, ISBN 978-3-8252-5935-8.